# Томас Ауеян
Томас Ауеян (нід. Thomas Ouwejan, нар. 30 вересня 1996, Алкмар) — нідерландський футболіст, захисник, півзахисник клубу «Неймеген».

## Клубна кар'єра
Народився 24 червня 1996 року в місті Алкмар. Розпочав займатись футболом у клубі «Де Форестерс», а 2007 року опинився в академії клубу АЗ.
13 грудня 2015 року дебютував у Ередивізі у поєдинку 16-го туру проти «Зволле», відігравши увесь матч. За три дні до цього дебютував у Лізі Європи у поєдинку проти «Атлетік Більбао». У січні 2016 року підписав контракт на чотири сезони, до 2020 року. З сезону 2017/18 став основним лівим захисником команди і залишався у цьому статусі понад два роки, поки по ходу сезону 2019/20 його не витіснив більш молодий Овен Вайндал. Після цього Ауеяна інколи використовували у півзахисті.
3 вересня 2020 року перейшов на умовах оренди до італійського «Удінезе». Протягом сезону 2020/21 за команду з Удіне відіграв 15 ігор у Серії A, після чого у липні 2021 року був орендований німецьким «Шальке 04».

## Виступи за збірні
2012 року дебютував у складі юнацької збірної Нідерландів (U-17), загалом на юнацькому рівні взяв участь у 18 іграх.
Протягом 2016—2018 років залучався до складу молодіжної збірної Нідерландів. На молодіжному рівні зіграв у 12 офіційних матчах.

## Статистика виступів

### Статистика клубних виступів
Станом на 1 червня 2021
| Сезон             | Команда           | Чемпіонат         | Чемпіонат | Чемпіонат | Національний кубок | Національний кубок | Національний кубок | Континентальні кубки | Континентальні кубки | Континентальні кубки | Інші змагання | Інші змагання | Інші змагання | Усього | Усього | Усього |
| Сезон             | Команда           | Ліга              | Ігор      | Голів     | Ліга               | Ігор               | Голів              | Ліга                 | Ігор                 | Голів                | Ліга          | Ігор          | Голів         | Ігор   | Голів  |        |
| ----------------- | ----------------- | ----------------- | --------- | --------- | ------------------ | ------------------ | ------------------ | -------------------- | -------------------- | -------------------- | ------------- | ------------- | ------------- | ------ | ------ | ------ |
| 2015–16           | АЗ                | E                 | 3         | 0         | КН                 | 1                  | 0                  | ЛЄ                   | 1                    | 0                    | -             | -             | -             | 5      | 0      |        |
| 2016–17           | АЗ                | E                 | 5         | 0         | КН                 | 3                  | 0                  | ЛЄ                   | 3                    | 0                    | -             | -             | -             | 11     | 0      |        |
| 2017–18           | АЗ                | E                 | 31        | 0         | КН                 | 6                  | 0                  | -                    | -                    | -                    | -             | -             | -             | 37     | 0      |        |
| 2018–19           | АЗ                | E                 | 31        | 2         | КН                 | 4                  | 0                  | ЛЄ                   | 2                    | 0                    | -             | -             | -             | 37     | 2      |        |
| 2019–20           | АЗ                | E                 | 10        | 0         | КН                 | 3                  | 0                  | ЛЄ                   | 6                    | 1                    | -             | -             | -             | 19     | 1      |        |
| Усього за АЗ      | Усього за АЗ      | Усього за АЗ      | 80        | 2         |                    | 17                 | 0                  |                      | 12                   | 1                    |               | -             | -             | 109    | 3      |        |
| 2020–21           | «Удінезе»         | A                 | 15        | 0         | КІ                 | 0                  | 0                  | -                    | -                    | -                    | -             | -             | -             | 15     | 0      |        |
| Усього за кар'єру | Усього за кар'єру | Усього за кар'єру | 95        | 2         |                    | 17                 | 0                  |                      | 12                   | 1                    |               | -             | -             | 124    | 3      |        |